# Championnat du Portugal féminin de football 2024-2025
Navigation
Édition précédente Édition suivante
La Liga BPI 2024-2025 est la 40e édition du championnat du Portugal féminin de football. Le premier niveau national du championnat féminin oppose douze clubs portugais en une seule phase (matchs aller-retour), jouée durant la saison de football.
Pour la prochaine saison les 3 premiers sont qualifiés pour la Ligue des champions féminine de l'UEFA 2025-2026. Tandis que les 3 derniers sont d'office relégués en deuxième division portugaise et le 9e participe à un barrage.

## Les clubs participants
Douze équipes participent à cette édition, les onze maintenues de la saison précédente, auxquelles s'ajoutent le promu de deuxième division : le GD Estoril Praia.
| \| Vilaverdense Braga Famalicão Valadares Gaia Albergaria Estoril Torreense Damaiense Sporting Benfica Racing Power \| Les 11 clubs continentaux engagés |
| Vilaverdense Braga Famalicão Valadares Gaia Albergaria Estoril Torreense Damaiense Sporting Benfica Racing Power                                         |

| \| Marítimo \| Clubs participants de l'île de Madère. |
| Marítimo                                              |

| Club                | Classement 2023-2024 | Entraîneur            | Stade                                                       | Capacité | Ville                       |
| ------------------- | -------------------- | --------------------- | ----------------------------------------------------------- | -------- | --------------------------- |
| SL Benfica          | 1er                  | Filipa Patão          | Benfica Campus - Campo n.º 1                                | 2230     | Lisbonne                    |
| Sporting CP         | 2e                   | Mariana Cabral        | CGD Stadium Aurélio Pereira                                 | 1180     | Lisbonne                    |
| Racing Power FC     | 3e                   | João Marques          | Estádio Nacional do Jamor                                   | 37593    | Oeiras                      |
| SF Damaiense        | 4e                   | Thorlákur Már Árnason | Estádio Eng.º Carlos Salema                                 | 4000     | Marvila                     |
| SC Braga            | 5e                   | Miguel Santos         | Estádio Municipal 1º de Maio                                | 28000    | Braga                       |
| CF Valadares Gaia   | 6e                   | Zé Nando              | Estádio Municipal Dr. Jorge Sampaio                         | 8272     | Pedroso - Vila Nova de Gaia |
| CS Marítimo         | 7e                   | Albano Oliveira       | Campo da Imaculada Conceição                                | 1824     | Funchal                     |
| SCU Torreense       | 8e                   | Gonçalo Nunes         | Estádio Manuel Marques                                      | 12000    | Torres Vedras               |
| Clube de Albergaria | 9e                   | Nuno Amieiro          | Estádio do Mergulhão                                        | 5000     | Oliveira de Azeméis         |
| FC Famalicão        | 10e                  | Rita Castro e Silva   | Complexo Desportivo do Futebol Clube Famalicão - Campo nº 2 | 2000     | Vila Nova de Famalicão      |
| Vilaverdense FC     | 11e                  | Carlos Roger          | Campo da Cruz do Reguengo                                   | 1000     | Vila Verde                  |
| GD Estoril Praia    | Promu                | Nuno Ventura          | Estádio António Coimbra da Mota                             | 8000     | Estoril                     |

### Changements d'entraîneur
| Club             | Entraîneur partant    | Motif du départ              | Date de départ   | Position | Entraîneur arrivant     | Date d'arrivée   |
| ---------------- | --------------------- | ---------------------------- | ---------------- | -------- | ----------------------- | ---------------- |
| Sporting CP      | Mariana Cabral        | Accord de rupture de contrât | 4 octobre 2024   | 3e       | João Mateus (intérim)   | 4 octobre 2024   |
| Sporting CP      | João Mateus           | Fin d'interim                | 7 octobre 2024   | 3e       | Micael Sequeira         | 7 octobre 2024   |
| SF Damaiense     | Thorlákur Már Árnason | Démission                    | 15 octobre 2024  | 8e       | Tomás Tengarrinha       | 15 octobre 2024  |
| Vilaverdense FC  | Carlos Roger Pinheiro | Démis de ses fonctions       | 22 novembre 2024 | 12e      | Jorge Martins (intérim) | 22 novembre 2024 |
| Vilaverdense FC  | Jorge Martins         | Fin d'interim                | 5 décembre 2024  | 12e      | Rogério Brito           | 5 décembre 2024  |
| Racing Power FC  | João Marques          | Démis de ses fonctions       | 28 décembre 2024 | 7e       | Manolo Cano             | 28 décembre 2024 |
| GD Estoril Praia | Nuno Ventura          | Accord de rupture de contrât | 28 janvier 2025  | 9e       | Liliana Dinis           | 30 janvier 2025  |

## Compétition

### Règlement
Le classement est calculé avec le barème de points suivant : une victoire vaut trois points, le match nul un. La défaite ne rapporte aucun point.
Les critères utilisés pour départager les équipes en cas d'égalité au classement sont les suivants :
1. plus grand nombre de points dans les confrontations directes ;
2. plus grande différence de buts particulière ;
3. plus grande différence de buts générale ;
4. plus grand nombre de buts marqués.

### Classement
| Rang | Équipe              | Pts | J  | G  | N | P  | Bp | Bc  | Diff |
| ---- | ------------------- | --- | -- | -- | - | -- | -- | --- | ---- |
| 1    | SL Benfica T C      | 62  | 22 | 20 | 2 | 0  | 65 | 10  | +55  |
| 2    | Sporting CP         | 54  | 22 | 17 | 3 | 2  | 66 | 9   | +57  |
| 3    | SC Braga            | 42  | 22 | 13 | 3 | 6  | 51 | 17  | +34  |
| 4    | SCU Torreense       | 41  | 22 | 13 | 2 | 7  | 46 | 22  | +24  |
| 5    | CF Valadares Gaia   | 38  | 22 | 12 | 2 | 8  | 44 | 24  | +20  |
| 6    | Racing Power FC     | 34  | 22 | 9  | 7 | 6  | 35 | 23  | +12  |
| 7    | CS Marítimo         | 30  | 22 | 9  | 3 | 10 | 28 | 26  | +2   |
| 8    | SF Damaiense        | 26  | 22 | 8  | 2 | 12 | 22 | 29  | -7   |
| 9    | FC Famalicão        | 23  | 22 | 7  | 2 | 13 | 32 | 54  | -22  |
| 10   | GD Estoril Praia P  | 19  | 22 | 5  | 4 | 13 | 28 | 49  | -21  |
| 11   | Clube de Albergaria | 11  | 22 | 3  | 2 | 17 | 13 | 60  | -47  |
| 12   | Vilaverdense FC     | 0   | 22 | 0  | 0 | 22 | 4  | 111 | -107 |

| Légende : Qualifications et relégations | Légende : Qualifications et relégations                                  |
| --------------------------------------- | ------------------------------------------------------------------------ |
|                                         | Qualifié pour la phase de ligue de la LdC 2025-2026                      |
|                                         | Qualifié pour le deuxième tour de la LdC 2025-2026                       |
|                                         | Qualifié pour le premier tour de la LdC 2025-2026                        |
|                                         | Barrages de relégation                                                   |
|                                         | Relégation en deuxième division                                          |
|                                         | T : Tenant du titre P : Promu C : Vainqueur de la Coupe du Portugal 2024 |

#### Domicile et extérieur
| Rang | Équipe              | Pts | J  | G  | N | P  | Bp | Bc | Diff |
| ---- | ------------------- | --- | -- | -- | - | -- | -- | -- | ---- |
| 1    | SL BenficaT         | 31  | 11 | 10 | 1 | 0  | 38 | 5  | +33  |
| 2    | Sporting CP         | 27  | 11 | 9  | 0 | 2  | 37 | 5  | +32  |
| 3    | CF Valadares Gaia   | 24  | 11 | 8  | 0 | 3  | 29 | 10 | +19  |
| 4    | SC Braga            | 23  | 11 | 7  | 2 | 2  | 28 | 8  | +20  |
| 5    | SCU Torreense       | 22  | 11 | 7  | 1 | 3  | 21 | 11 | +10  |
| 6    | Racing Power FC     | 19  | 11 | 5  | 4 | 2  | 16 | 7  | +9   |
| 7    | CS Marítimo         | 19  | 11 | 6  | 1 | 4  | 16 | 9  | +7   |
| 8    | SF Damaiense        | 17  | 11 | 5  | 2 | 4  | 13 | 11 | +2   |
| 9    | FC Famalicão        | 10  | 11 | 3  | 1 | 7  | 17 | 29 | -12  |
| 10   | GD Estoril PraiaP   | 9   | 11 | 2  | 3 | 6  | 8  | 20 | -12  |
| 11   | Clube de Albergaria | 7   | 11 | 2  | 1 | 8  | 8  | 27 | -19  |
| 12   | Vilaverdense FC     | 0   | 11 | 0  | 0 | 11 | 2  | 63 | -61  |

| Rang | Équipe              | Pts | J  | G  | N | P  | Bp | Bc | Diff |
| ---- | ------------------- | --- | -- | -- | - | -- | -- | -- | ---- |
| 1    | SL BenficaT         | 31  | 11 | 10 | 1 | 0  | 27 | 5  | +22  |
| 2    | Sporting CP         | 27  | 11 | 8  | 3 | 0  | 29 | 4  | +25  |
| 3    | SC Braga            | 19  | 11 | 6  | 1 | 4  | 23 | 9  | +14  |
| 4    | SCU Torreense       | 19  | 11 | 6  | 1 | 4  | 25 | 11 | +14  |
| 5    | Racing Power FC     | 15  | 11 | 4  | 3 | 4  | 19 | 16 | +3   |
| 6    | CF Valadares Gaia   | 14  | 11 | 4  | 2 | 5  | 15 | 14 | +1   |
| 7    | FC Famalicão        | 13  | 11 | 4  | 1 | 6  | 15 | 25 | -10  |
| 8    | CS Marítimo         | 11  | 11 | 3  | 2 | 6  | 12 | 17 | -5   |
| 9    | GD Estoril PraiaP   | 10  | 11 | 3  | 1 | 7  | 20 | 29 | -9   |
| 10   | SF Damaiense        | 9   | 11 | 3  | 0 | 8  | 9  | 18 | -9   |
| 11   | Clube de Albergaria | 4   | 11 | 1  | 1 | 9  | 5  | 33 | -28  |
| 12   | Vilaverdense FC     | 0   | 11 | 0  | 0 | 11 | 2  | 48 | -46  |

### Matchs
| Résultats (▼dom., ►ext.)                                   | BEN | SCP | RAC | DAM | BRA | VAL | MAR | TOR | ALB | FAM | VIL | EST |
| SL Benfica                                                 |     | 1-1 | 4-1 | 2-0 | 3-1 | 3-0 | 2-0 | 2-1 | 5-0 | 4-0 | 6-0 | 6-1 |
| Sporting CP                                                | 0-2 |     | 3-0 | 2-0 | 2-0 | 2-1 | 3-0 | 1-2 | 8-0 | 5-0 | 4-0 | 3-0 |
| Racing Power FC                                            | 0-2 | 0-0 |     | 3-0 | 0-0 | 0-0 | 2-0 | 1-1 | 3-0 | 0-2 | 4-0 | 3-2 |
| SF Damaiense                                               | 0-2 | 0-1 | 1-1 |     | 2-1 | 1-1 | 0-2 | 1-2 | 1-0 | 3-0 | 2-0 | 2-1 |
| SC Braga                                                   | 1-2 | 1-1 | 2-0 | 2-1 |     | 3-0 | 0-0 | 4-1 | 4-0 | 6-1 | 4-0 | 1-2 |
| Valadares Gaia FC                                          | 0-3 | 0-1 | 2-3 | 2-0 | 1-0 |     | 3-1 | 1-0 | 5-0 | 1-0 | 8-0 | 6-2 |
| CS Maritimo                                                | 0-1 | 0-3 | 1-1 | 2-1 | 0-1 | 1-0 |     | 1-0 | 2-0 | 0-1 | 6-0 | 3-1 |
| SCU Torreense                                              | 1-1 | 0-2 | 1-0 | 2-0 | 0-2 | 3-1 | 5-1 |     | 2-0 | 1-2 | 3-0 | 3-2 |
| Clube Albergaria                                           | 1-3 | 0-6 | 1-2 | 0-1 | 0-3 | 0-4 | 2-0 | 0-2 |     | 2-2 | 2-1 | 0-3 |
| FC Famalicão                                               | 1-3 | 1-3 | 1-4 | 3-0 | 0-6 | 0-2 | 0-3 | 0-5 | 2-0 |     | 7-1 | 2-2 |
| Vilaverdense FC                                            | 0-4 | 0-9 | 0-7 | 0-4 | 0-7 | 1-5 | 0-5 | 0-7 | 1-5 | 0-6 |     | 0-4 |
| GD Estoril                                                 | 1-4 | 1-6 | 0-0 | 0-2 | 1-2 | 0-1 | 0-0 | 0-4 | 0-0 | 3-1 | 2-0 |     |
| - Victoire à domicile - Match nul - Victoire à l'extérieur |     |     |     |     |     |     |     |     |     |     |     |     |

### Évolution du classement
| Journée ╱ Équipe    | 1          | 2  | 3  | 4  | 5  | 6  | 7  | 8  | 9  | 10 | 11 | 12 | 13 | 14 | 15 | 16 | 17 | 18 | 19 | 20 | 21 | 22 |   |
| ------------------- | ---------- | -- | -- | -- | -- | -- | -- | -- | -- | -- | -- | -- | -- | -- | -- | -- | -- | -- | -- | -- | -- | -- | - |
| Journée ╱ Équipe    | SL Benfica | 4  | 2  | 1  | 2  | 2  | 1  | 1  | 1  | 1  | 1  | 1  | 1  | 1  | 1  | 1  | 1  | 1  | 1  | 1  | 1  | 1  | 1 |
| Sporting CP         | 2          | 1  | 3  | 3  | 3  | 3  | 3  | 3  | 3  | 3  | 2  | 2  | 2  | 2  | 2  | 2  | 2  | 2  | 2  | 2  | 2  | 2  |   |
| Racing Power FC     | 6          | 7  | 7  | 5  | 5  | 7  | 7  | 8  | 8  | 7  | 7  | 6  | 5  | 5  | 4  | 4  | 5  | 5  | 6  | 6  | 6  | 6  |   |
| SF Damaiense        | 10         | 6  | 6  | 8  | 8  | 8  | 9  | 9  | 9  | 8  | 8  | 8  | 8  | 8  | 8  | 8  | 8  | 8  | 8  | 8  | 8  | 8  |   |
| SC Braga            | 1          | 4  | 2  | 1  | 1  | 2  | 2  | 2  | 2  | 2  | 3  | 3  | 3  | 3  | 3  | 3  | 3  | 3  | 3  | 3  | 3  | 3  |   |
| CF Valadares Gaia   | 3          | 3  | 5  | 6  | 4  | 4  | 6  | 6  | 6  | 6  | 5  | 5  | 7  | 6  | 5  | 5  | 4  | 4  | 4  | 4  | 5  | 5  |   |
| CS Marítimo         | 5          | 8  | 8  | 7  | 7  | 6  | 5  | 5  | 5  | 5  | 6  | 7  | 6  | 7  | 7  | 7  | 7  | 7  | 7  | 7  | 7  | 7  |   |
| SCU Torreense       | 9          | 5  | 4  | 4  | 6  | 5  | 4  | 4  | 4  | 4  | 4  | 4  | 4  | 4  | 6  | 6  | 6  | 6  | 5  | 5  | 4  | 4  |   |
| Clube de Albergaria | 8          | 10 | 10 | 10 | 11 | 11 | 11 | 11 | 11 | 11 | 11 | 11 | 11 | 11 | 10 | 10 | 11 | 11 | 11 | 11 | 11 | 11 |   |
| FC Famalicão        | 12         | 12 | 12 | 11 | 10 | 10 | 10 | 10 | 10 | 10 | 10 | 10 | 10 | 10 | 11 | 11 | 10 | 10 | 10 | 10 | 9  | 9  |   |
| Vilaverdense FC     | 7          | 9  | 9  | 12 | 12 | 12 | 12 | 12 | 12 | 12 | 12 | 12 | 12 | 12 | 12 | 12 | 12 | 12 | 12 | 12 | 12 | 12 |   |
| GD Estoril Praia    | 11         | 11 | 11 | 9  | 9  | 9  | 8  | 7  | 7  | 9  | 9  | 9  | 9  | 9  | 9  | 9  | 9  | 9  | 9  | 9  | 10 | 10 |   |

## Statistique

### Leader par journée
|

### Buts marqués par journée
Ce graphique représente le nombre de buts marqués lors de chaque journée.

### Meilleures buteuses
| Buts | Joueuse                | Club              |
| ---- | ---------------------- | ----------------- |
| 19   | Cristina Martín-Prieto | SL Benfica        |
| 15   | Taty Sena              | SC Braga          |
| 13   | Jennie Lakip           | CF Valadares Gaia |
| 12   | Janaina Weimer         | SCU Torreense     |
| 10   | Vanessa Marques        | Racing Power FC   |
| 9    | Malu Schmidt           | SC Braga          |
| 8    | Ana Capeta             | Sporting CP       |
| 8    | Sara Brasil            | GD Estoril Praia  |
| 7    | Brittany Raphino       | Sporting CP       |
| 7    | Maiara Niehues         | Sporting CP       |
| 7    | Telma Encarnação       | Sporting CP       |
| 7    | Sofia Lewis            | CS Marítimo       |

### Meilleures passeuses
| Passes | Joueuse            | Club                |
| ------ | ------------------ | ------------------- |
| 9      | Marit Lund         | SL Benfica          |
| 8      | Beatriz Fonseca    | Sporting CP         |
| 7      | Anna Gasper        | SL Benfica          |
| 7      | Karol Cardozo      | FC Famalicão        |
| 7      | Ana Borges         | Sporting CP         |
| 6      | Chandra Davidson   | SL Benfica          |
| 6      | Daniuska Rodríguez | SCU Torreense       |
| 6      | Nycole Raysla      | SL Benfica          |
| 6      | Laura Luís         | Clube de Albergaria |
| 6      | Sissi              | SC Braga            |

### Barrages de relégation
Le match aller a eu lieu le 25 mai, et le match retour le 7 juin.
| Équipe            | Aller | Total | Retour | Équipe          |
| ----------------- | ----- | ----- | ------ | --------------- |
| FC Famalicão (D1) | 0 - 1 | 0 - 1 | 0 - 0  | Rio Ave FC (D2) |

Légende des couleurs
- Le club se maintient en première division.
- Promotion en première division.
- Le club reste en deuxième division.
- Relégation en deuxième division.

Le Rio Ave FC, avec sa victoire à l'extérieur face au FC Famalicão, gagne sa montée en première division.

## Bilan de fin de saison
| Championnat du Portugal féminin de football 2024-2025                        |                            |
| Champion                                                                     | SL Benfica (5e titre)      |
| Dauphin                                                                      | Sporting Clube de Portugal |
| Coupes et trophées                                                           |                            |
| Vainqueur de la Coupe du Portugal 2024-2025                                  | SCU Torreense              |
| Vainqueur de la Coupe de la Ligue 2024-2025                                  | SL Benfica                 |
| Vainqueur de la Supercoupe 2024                                              | Sporting Clube de Portugal |
| Qualifications continentales                                                 |                            |
| Ligue des champions féminine de l'UEFA 2025-2026                             | SL Benfica                 |
| Ligue des champions féminine de l'UEFA 2025-2026                             | Sporting Clube de Portugal |
| Ligue des champions féminine de l'UEFA 2025-2026                             | SC Braga                   |
| Promotions et relégations                                                    |                            |
| Promus en Championnat du Portugal féminin de football                        | V. Guimarães               |
| Promus en Championnat du Portugal féminin de football                        | Rio Ave FC                 |
| Relégués en Championnat du Portugal féminin de football de deuxième division | GD Estoril Praia           |
| Relégués en Championnat du Portugal féminin de football de deuxième division | Clube de Albergaria        |
| Relégués en Championnat du Portugal féminin de football de deuxième division | Vilaverdense FC            |
| Relégués en Championnat du Portugal féminin de football de deuxième division | FC Famalicão               |